# Matiuși, Bila Țerkva
Matiuși (în ucraineană Матюші) este o comună în raionul Bila Țerkva, regiunea Kiev, Ucraina, formată numai din satul de reședință.

## Demografie
Componența lingvistică a comunei Matiuși
     Ucraineană (98,67%)
     Rusă (1,18%)
     Alte limbi (0,08%)
Conform recensământului din 2001, majoritatea populației comunei Matiuși era vorbitoare de ucraineană (98,67%), existând în minoritate și vorbitori de rusă (1,18%).